# 干旱区

位于干旱区的镇区
有辖区位于干旱区的省
全部位于干旱区外的区划

干旱区，或干燥区，是英语对上缅甸半干旱气候区域的称呼，缅甸语中近似的概念为“上游”（羅馬化：anya），大致涵盖缅甸马圭省、曼德勒省、实皆省辖地。干旱区是缅族的聚居地，是缅族传统的权力中心，亦是全缅甸的人口中心，近三分之一的人口居住在此。干旱区因雨量相对较少而得名，这里由于阿拉干山脉阻隔，从而免于印度洋季风的吹拂。再加上人为因素，干旱区因而存在显著的旱灾和森林过度砍伐问题。

## 地理
干旱区内各地的气候类型为半干旱气候到半湿润气候过渡，由于南方阿拉干山脉和东方勃固山脉阻隔季风，因而雨量较少，在南亚季风季和雨季期间经常出现干旱。
干旱区属伊洛瓦底江流域。季风季期间，干旱区的伊洛瓦底江流域常常干涸。

## 经济
干旱区是缅甸的农业中心，涵盖了全缅甸三分之二的耕地，粮产则占35%，亦有大量畜牧业用地。农业较依赖灌溉系统。然而，干旱区总体上仍较为贫困。2021年以来，受政治局势不安、气候变暖和冠状病毒大流行影响，干旱区的农业收成连年减少，还出现大规模的人口外逃。世界粮食计划署2014年的调查显示，干旱区27%的儿童存在长期营养不良。

## 历史
干旱区是缅甸历史上众多政权的核心地带，是缅族的人口中心，因此干旱区又称缅族中心地带（Bamar heartland）。蒲甘王朝、阿瓦王朝、贡榜王朝皆是以干旱区为权力中心。英国殖民统治时期，缅甸的政治和经济中心南移至下缅甸的仰光。2005年，缅甸军政府向北迁都至旱区和下缅甸之间的贸易城镇内比都，从而更靠近旱区。奈温一度试图将干旱区的一部分缅族人口强制迁往东方的掸邦，未果。
由于远离民族纷争，干旱区长期未受当代缅甸民族冲突影响。然而自2021年缅甸内战爆发以来，干旱区成为主要战区，缅甸国防军以及骠绍梯民兵等亲军政府组织在此和反军政府的人民防卫军交火。